# Christian Gottlieb Kratzenstein-Stub
Christian Gottlieb Kratzenstein Stub (Koppenhága, 1783. augusztus 15. – Kalundborg, 1816. július 24.) dán festő.

## Életpályája

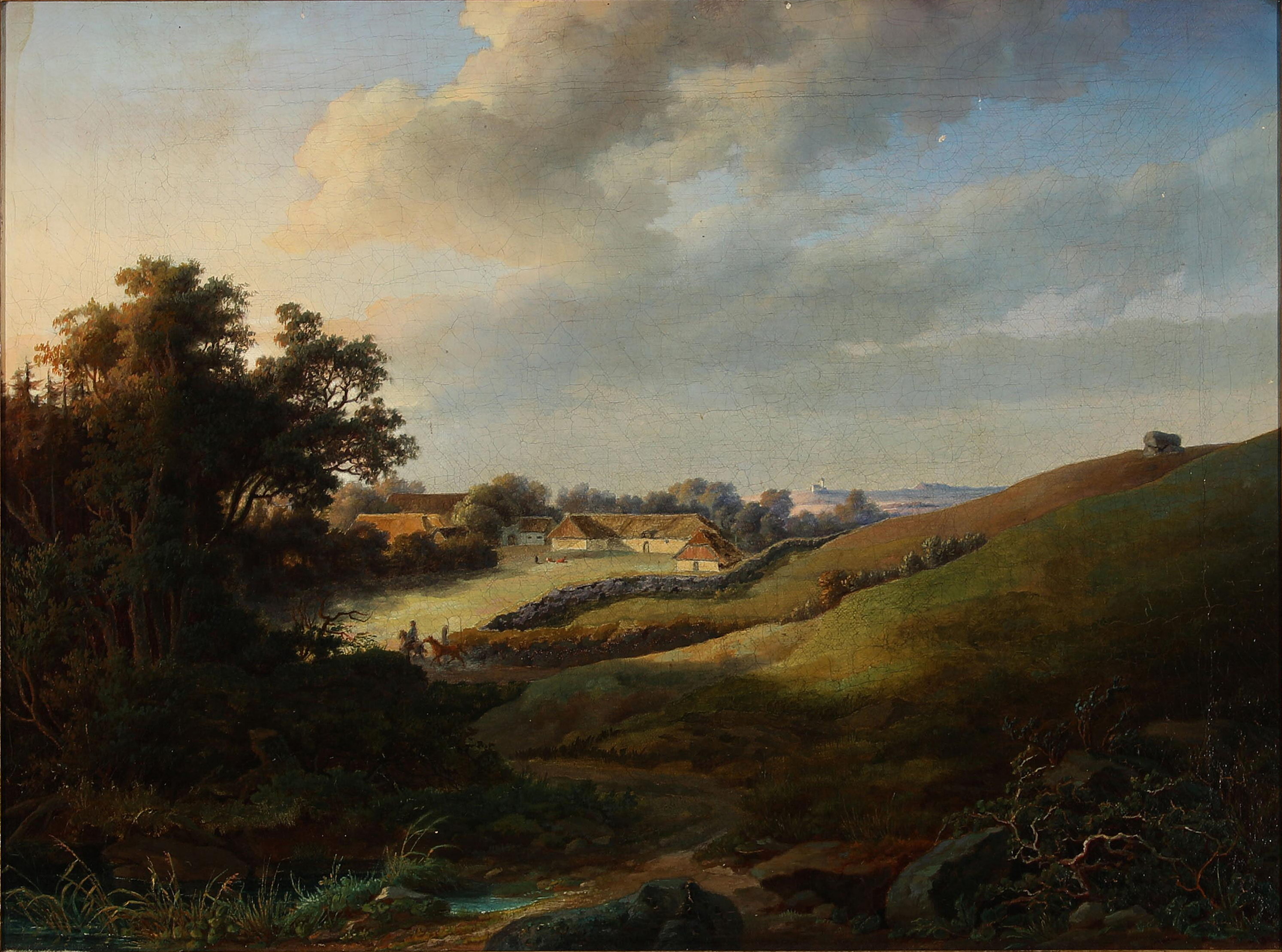
Christian Gottlieb Kratzenstein Stub Lerchenfeld című munkája

Apja Otto Frederik Stub (1753–1827) hadnagy, később haditengerészeti parancsnok, anyja Kratzenstein Louise Elisabeth (1757–1844), Christian Gottlieb Kratzenstein professzor lánya volt. Testvére Mariane Stub festő.
Kratzenstein Stub első gyermekéveit anyai nagyapja házában töltötte, akiről elnevezték, és akinek családnevét később felvette. Amikor az anyai nagyapa 1795-ben meghalt, a fiút a Gotha melletti Schnepfenthalba, az ismert pedagógus Christian Gotthilf Salzmann iskolájába küldték, ahol 4 évig tanult. Vele született művészi hajlama már itt megnyilvánult viaszból formált kis figuráinak sorozatában. Amikor visszatért Koppenhágába, felkészült az érettségi vizsgára, amelyet 1802-ben kiváló eredménnyel tett le. Később letette a második vizsga első részét is.
A nagyapja után öröklött tőke lehetővé tette számára, hogy tanulmányait folytathassa. Határozatlansága azonban megnehezítette a választást számos érdeklődési köre között. A matematika és az egzakt tudományok iránti érzéke egy ideig a mechanika és a hidraulika tanulmányozására késztette; de aztán a rajzolás és a festészet iránti vágya került túlsúlyba és Nicolai Abraham Abildgaardnál tanult festőnek, jövőbeni hivatása tárgyában azonban még mindig bizonytalan volt. 1808-ban, amikor Troels Smith prépost lányát, Mille Johanne Smitht eljegyezte, döntött komolyan a művészet mellett. 1809-ben külföldre, Franciaországba és Itáliába ment tanulmányútra. Párizsban François Gérard volt rá hatással, amint azt később portréi is mutatták; Rómában pedig Bertel Thorvaldsen hatása alá került, akinek kompozíciója után 1810-ben olajfestményt készített Ámor a pillangóval címmel.
1811-ben tért vissza Koppenhágába, megtartotta esküvőjét is. A következő években részben portrésorozatot – főként az előkelő koppenhágai polgárság hölgyeiről –, részben figurális kompozíciókat készített. A kompozíciói többsége azonban nem jutott túl a rajzon vagy a vázlaton. Korai halála előtt csak az Ossian és Alpin fia című képet sikerült elkészítenie, mely később a Királyi Festménygyűjteménybe is bekerült. Emellett 1813-ban megfestette a Hother és a három erdei nimfa című képet (Saxo Grammaticus után), amely után az Akadémia tagjává választották.
Kratzenstein Stub egy alkalommal súlyosan megfázott, ezután egyre betegebb lett, míg végül 1816 nyarán, hogy visszanyerje erejét a vidéki levegőn, egy nővéréhez költözött Kalundborg Ladegaardba, de még ugyanazon év július 24-én elhunyt.

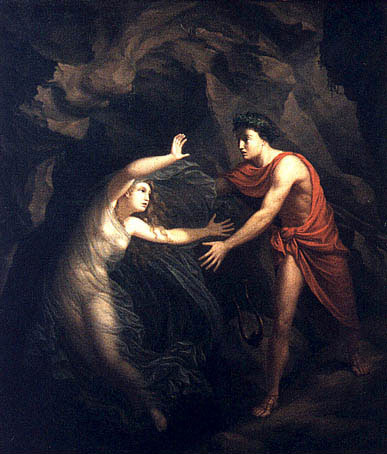
Orpheus és Eurydice
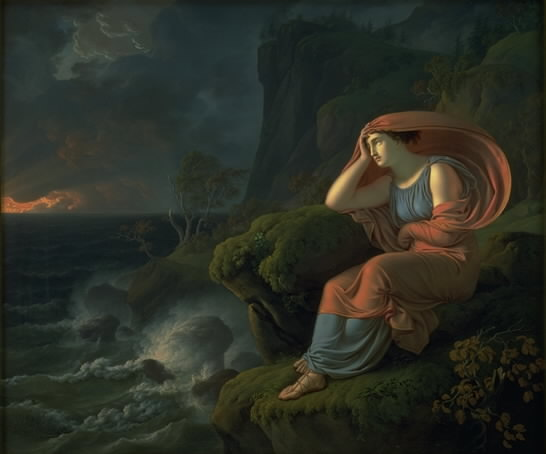
Alkyone hiába várja elhunyt házastársát
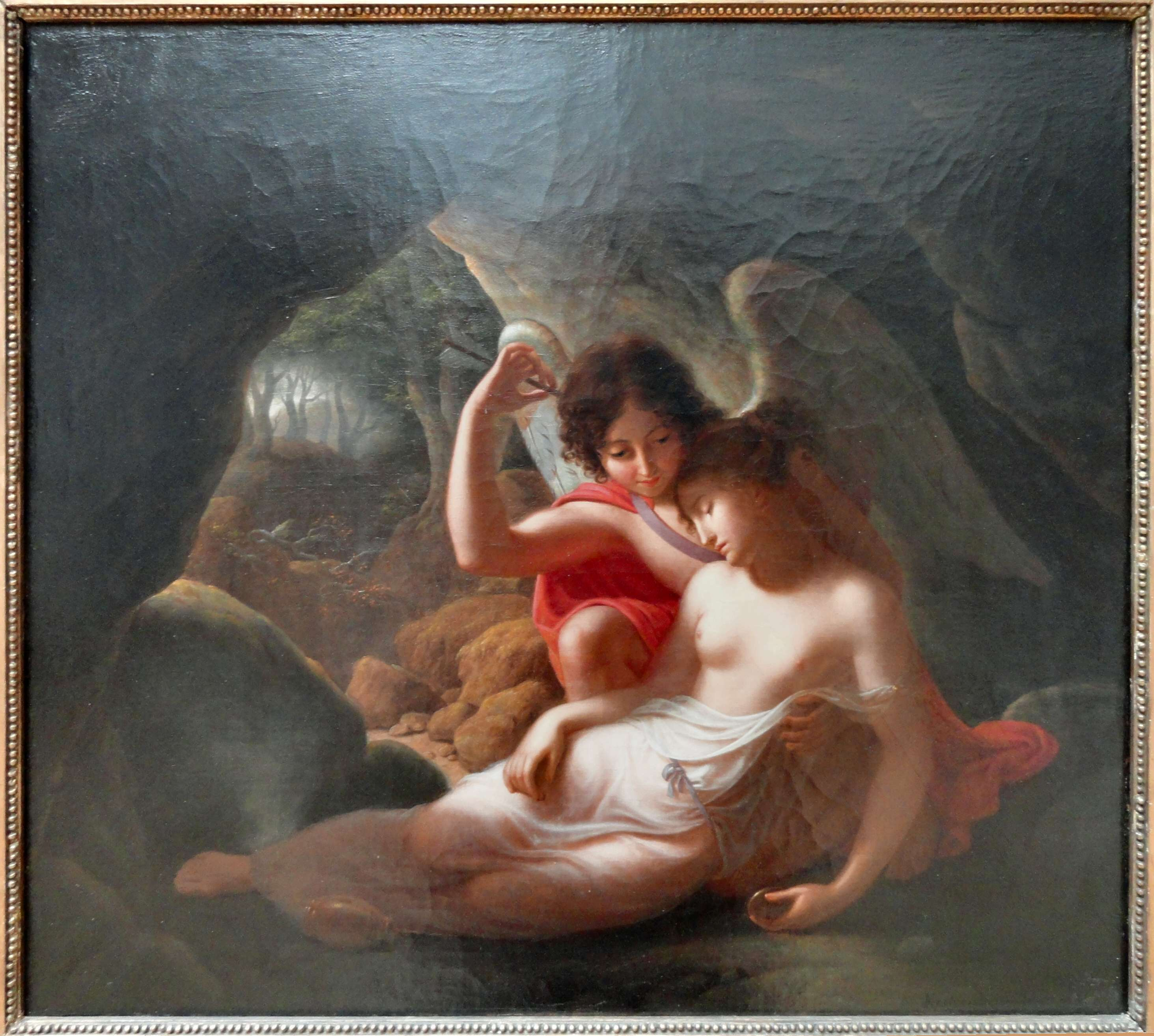
Kupidó nyílheggyel ébreszti Pszichét
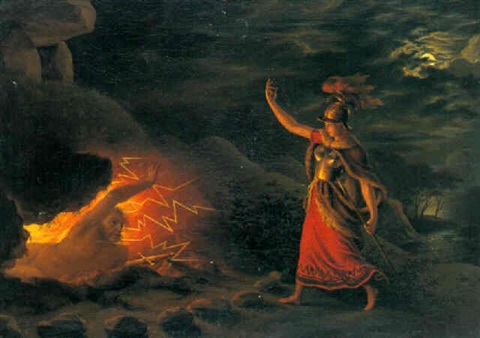